# 測試控制工具
測試控制工具（test harness）是指為了進行集成测试而架設的軟體。一般而言是待測應用程式中的元件，當對應的應用程式開發時，會更換為真正的模組，而測試控制工具是待測應用程式以外的軟體，模擬測試環境中沒有的服務或機能。
例如，有個專案要建構應用程式，需要有介面可以和大型電腦的應用程式互動，但在開發階段沒有大型電腦，可以用測試控制工具來取代這個介面。
測試控制工具也可能是專案可交付內容中的一部份。測試控制工具會和應用程式原始碼分開儲存，可以在多個專案中重複使用。測試控制工具會模擬應用程式的功能，測試控制工具沒有測試套件、測試用例或測試報告的資料。這個東西是由測試框架以及相關的自動化測試工具提供。
在開發測試控制工具時，有一個工作是設置適合的測試治具。
測試控制工具多半是針對特定開發環境的，例如Java。不過也有開發互操作的測試控制工具，可以用在更複雜的系統中。